# Građanska Inicijativa Gore
Die Građanska Inicijativa Gore (serbisch-kyrillisch Грађанска Иницијатива Горе, Akronym: GIG, albanisch Iniciativa Qytetare Lart) ist eine politische Partei im Kosovo und unterstützt die goranische Minderheit im Land. Murselj Haljilji ist der Vorsitzende der Partei.
Bei den Wahlen 2004 erreichte die GIG 0,2 Prozent der Stimmen und konnte 1 der 120 Sitze im Parlament gewinnen. Dragash ist die einzige Gemeinde des Kosovo, in der die GIG die Mehrheit der Stimmen bei den Wahlen errang.